# 孟養德多
孟養德多（發音：[móɲ̥ɪ́ɴ ðədó]；1379年—1439年），旧譯孟養他忉，又稱孟養王，本名苗拉（Myo Hla）或敏南西（Min Nansi），《明史》作莽得剌，他是緬甸阿瓦王朝君主，1426年至1439年間在位。孟養德多在位時期，阿瓦王國的實力已大不如前，境內各地區的統治者已形同諸侯，各行其政，其中尤以東吁為甚。

## 生平

### 早年
苗拉出生於良淵，他是彬牙國王覺蘇瓦一世的曾外孫，蘇涅、底哈都、烏茲那的玄外孫。苗拉的家族屬於較低微的貴族階級，服務於阿瓦國王明基蘇瓦紹蓋的宮廷。苗拉長大後被明基蘇瓦紹蓋授與瑞波附近的一塊小地區作為采邑。王子明康與帝陀被寄養僧院時，苗拉曾隨侍在側，後與兩位王子一同四處遊歷、歌舞為業，足跡遍及東敦枝、敏巫、額貝、勃登（Padein）。
1400年，明康登基為阿瓦國王，將昔日夥伴苗拉召入阿瓦宮廷。後來，苗拉在王子明耶覺蘇瓦帳下任職，1406年的卑謬之圍中，苗拉曾率載有糧食的馬匹衝殺突圍進卑謬城，給守城的阿瓦軍補給糧食，後又突圍殺出圍城軍返回大帳。明康對苗拉的勇猛善戰非常滿意，於1410年任他為孟養詔法，並將自己的妃子欣妙拉賞賜給他。苗拉因此得到孟養德多的稱號，意為「孟養之主」或「孟養王」。孟養德多成功地統治了這個桀驁不馴的撣族邦國。
1425年，后妃信菩彌連續謀害了兩位阿瓦國王底哈都與明拉艾，將其情人戛里詔法格禮傑當紐扶上王位，格禮傑當紐的即位也得到了錫箔詔法的支持。但孟養德多不服，他率軍驅逐錫箔軍，進圍阿瓦城。信菩彌與格禮傑當紐乘船出逃，不久，格禮傑當紐於瑞齊陶附近病逝，信菩彌則被召回阿瓦王宮，成為孟養德多的妃子。孟養德多於1426年5月登基為阿瓦國王，時年47歲，他於波巴山舉行了盛大的祭典，祭祀大山神摩訶祇利。

### 統治
孟養德多統治時期的阿瓦王國實力已大不如前，東敦枝、央米丁、賓里地區的統治者已形同諸侯，各行其政，只將阿瓦國王視為同等或稍高級的統治者而已，其中尤以東吁為甚。此外，撣族地區的錫箔詔法與洋檜詔法對孟養德多較為友善。但錫箔曾出兵進犯眉都與阿瓦王國北境，更曾進攻阿瓦，將孟養德多逐出阿瓦王宮。孟養德多被迫在外流亡約八個月，後以鉅款賄賂錫箔後才得以返回。1429年，阿臘干前王彌修牟在孟加拉蘇丹賈拉魯丁·穆罕默德·沙的幫助下回到阿臘干，他於1430年在謬烏築城，建立謬烏王國。孟養德多對此並無餘力可進行干涉。
孟養德多對東吁地區只有名義上的宗主權，東吁侯修羅梯迦耶於1426年至阿瓦時，只將孟養德多視為同級別的統治者來對待。孟養德多將其兄弟任命為沙耶瓦底總督，試圖以此包圍東吁。勃固國王頻耶蘭則對阿瓦與東吁均保持較為友善的關係，但也曾在1426年東吁進攻卑謬時，遣使至阿瓦，要求一阿瓦公主為妃，否則將助東吁進圍卑謬。孟養德多大怒，將勃固使節晾了三個月不予理會，在廷臣的力諫下才沒處死使節。孟養德多後來以一公主前往勃固和親。
前王底哈都的孟族妃子信紹布於底哈都死後曾再嫁蒲甘侯德勒帕耶，孟養德多登基後，將其召回宮中，立為妃子。然而，孟養德多濫施寵愛，信紹布對其非常厭惡。後來信紹布在兩位孟族僧侶的幫助下，乘船潛逃回勃固。勃固國王頻耶蘭是信紹布的哥哥，他對信紹布的歸來給予熱烈的歡迎。
1430年，有兩僧侶從錫蘭帶回五項佛寶，孟養德多為他們在實皆西方的建陶基（Kyaungdawgyi）建一大佛寺與耶多那佛塔，以供奉佛寶。孟養德多曾於1427年（宣德二年）被明宣宗朱瞻基封為宣慰使，並於1433年（宣德八年）遣使入貢明朝，朱瞻基曾告諭孟養德多不要侵擾木邦之地。約1435年，威尼斯商人尼科洛·達·康提旅行至緬甸，他是文獻紀錄中到達緬甸的第一個歐洲人。
1438年（緬曆800年），孟養德多在宮廷占星師的建議下決定修訂曆法，將其縮短兩年。據說時有僧侶告誡孟養德多，説如果改曆孟養德多必將斃命，孟養德多則回以如以此身死、絕無遺憾之言，他不願因失職而被後人諷刺。改曆後不久，孟養德多就逝世了，所改曆法卻也被繼任者廢除。緬甸貢榜王朝開國君主雍笈牙的家系可以追溯到孟養德多的弟弟那羅多（Nawrahta of Wa-Pa）。